# Бубакар Фофана (футболіст, 1998)
Бубакар Фофана (фр. Boubacar Fofana, нар. 7 вересня 1998, Париж) — французький футболіст, нападник швейцарського клубу «Серветт».
Виступав, зокрема, за клуб «Ліон».

## Ігрова кар'єра
Народився 7 вересня 1998 року в місті Париж.
У дорослому футболі дебютував 2017 року виступами за команду «Епіналь», у якій провів один сезон, взявши участь у 20 матчах чемпіонату. 
Протягом 2018—2019 років захищав кольори клубу «Сен-Пріє».
Своєю грою за останню команду привернув увагу представників тренерського штабу клубу «Ліон», до складу якого приєднався 2019 року. Відіграв за команду з Ліона наступні жодного сезонів своєї ігрової кар'єри.
Згодом з 2019 по 2020 рік грав у складі команд «Газелек» та «Олімпік-2» (Ліон).
До складу клубу «Серветт» приєднався 2020 року. Станом на 12 червня 2023 року відіграв за женевську команду 45 матчів в національному чемпіонаті.